# Diathoneura maculipennis
Diathoneura maculipennis är en tvåvingeart som först beskrevs av Malloch 1926.  Diathoneura maculipennis ingår i släktet Diathoneura och familjen daggflugor.
Artens utbredningsområde är Costa Rica. Inga underarter finns listade i Catalogue of Life.